# Pseudorhyssa alpestris
Pseudorhyssa alpestris är en stekelart som först beskrevs av Holmgren 1860.  Pseudorhyssa alpestris ingår i släktet Pseudorhyssa och familjen brokparasitsteklar. Enligt den finländska rödlistan är arten nära hotad i Finland. Arten är reproducerande i Sverige. Artens livsmiljö är lundskogar. Inga underarter finns listade i Catalogue of Life.